# Apața
Apața (deutsch Geist, siebenbürgisch-sächsisch Giszt auch Geest, ungarisch Apáca) ist eine Gemeinde in Siebenbürgen im Kreis Brașov in Rumänien.

## Bilder

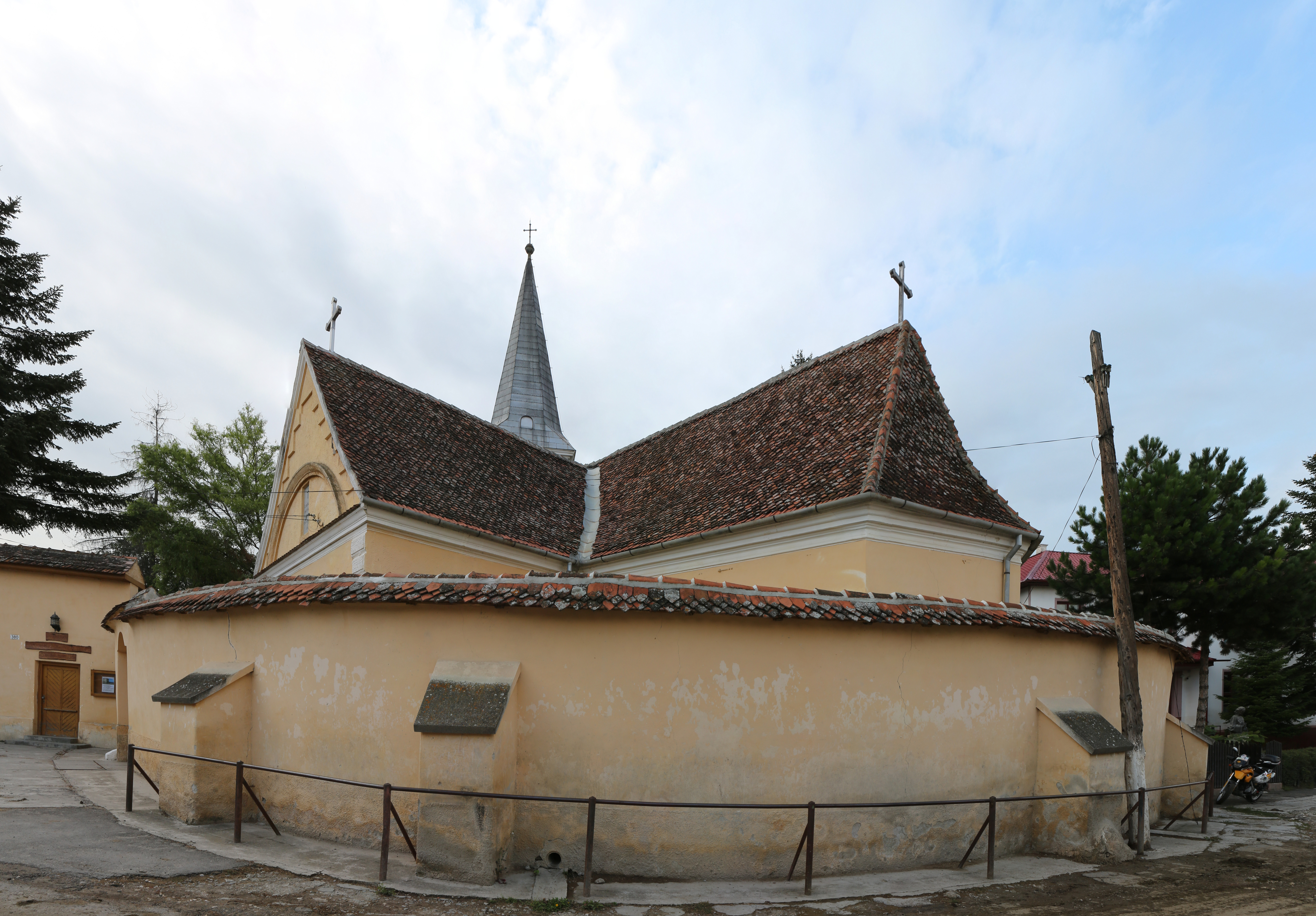
Kirchenburg in Apața
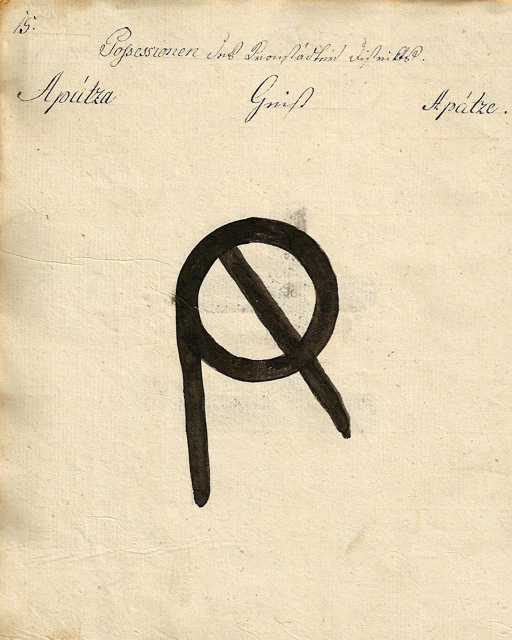
Viehbrandzeichen von Geist